# ویلیام مولینکس
ویلیام مولینوکس (۱۷۱۳–۲۲ اکتبر ۱۷۷۴) یک تاجر فلزآلات در بوستون استعماری بود که تباری ایرلندی داشت. بیشتر به خاطر نقش وی در مهمانی چای بوستون در سال ۱۷۷۳ و اعتراضات سیاسی پیشینش شناخته می‌شود.
مولینوکس در انگلستان متولد شد و بعدها به ماساچوست مهاجرت کرد. او جزئی از ارتدوکس کنگره‌گرایان ایالت نبود، در یک کلیسای اگلیکان حضور می‌یافت. سوابق بیمه نشان می‌دهد که مولینکس با ارسال کشتی‌هایی به جمهوری هلند، قوانین تجارت انگلیس را شکسته‌است، بنابراین وی احتمالاً با افزایش عوارض گمرکی و اجرای قانون در دهه ۱۷۶۰ انگیزه ای برای پیوستن به جریان اصلی را داشته‌است. همکارانی مانند جان آدامز او را مردی فرار توصیف کردند.
مرگ مولینوکس باعث آغاز جنگ انقلاب آمریکا شد، و چون برخی از همکارانش از روش‌های رادیکال وی راضی نبودند، وی تا حد زیادی از تاریخ استقلال آمریکا کنار گذاشته شد. در حقیقت، نام او در یک داستان کوتاه توسط ناتانیل هاثورن با عنوان خویشاوند بزرگ من، مولینکس در مجموعه‌ای که در دهه ۱۷۴۰ منتشر کرد، حفظ شد و در آن مولینکس یک شخصیت قربانی است نه رهبر یک قیام در بوستون. خانه مولینکس در بیکن هیل بوستون، تخریب شد تا خانه ایالت ماساچوست در جای آن ساخته شود.